# KAA Gent Ladies
KAA Gent Ladies is de vrouwenvoetbaltak van KAA Gent, een Belgische voetbalclub uit Gent. De club is aangesloten bij de KBVB met stamnummer 7 en heeft blauw en wit als kleuren. De club speelt in de Super League, de hoogste reeks van het Belgische damesvoetbal. In 2017 won de club een eerste prijs, met de Beker van België. In 2019 wonnen ze voor de tweede keer in hun geschiedenis de Beker van België.

## Geschiedenis
De club ontstond in 1996 als meisjesploeg van voetbalclub Cercle Melle, vanaf 1997 begon de club ook met een eerste dameselftal in de provinciale reeksen van de KBVB. Die damesploeg kende succes en promoveerde reeds na twee seizoenen naar de laagste nationale afdeling, in die tijd Tweede nationale.
In 2002 veranderde de naam van de club, dus ook van de damesafdeling, in KV Cercle Melle. Het eerste dameselftal kon zich in Tweede klasse handhaven met wisselende resultaten, tot het in 2006 voorlaatste werd en degradeerde naar Derde klasse. Het volgende seizoen werd Cercle Melle daar meteen reekswinnaar en zo keerde het in 2007 na een jaar al terug in Tweede klasse.
Cercle Melle bleef nu ook in Tweede klasse goede resultaten halen, met een derde plaats het eerste seizoen na de terugkeer en een seizoen later, in 2009, een tweede plaats. Daardoor mocht Melle barragematchen voor promotie spelen tegen DV Famkes Merkem, maar Melle verloor en bleef in Tweede klasse. Ook het tweede elftal speelde dat seizoen voor het eerst in de nationale reeksen en bovendien startte de club met een derde elftal in de provinciale reeksen.
In 2010 werd Melle weer derde, maar in 2011 eindigde het pas in de middenmoot. Na dat seizoen maakte de damesafdeling zich los van Cercle Melle en werd een zelfstandige club, Melle Ladies, die zich met stamnummer 9582 aansloot bij de KBVB. De club ging spelen op de terreinen van Tenstar Melle. Het eerste seizoen als zelfstandige club werd Melle meteen kampioen in Tweede Klasse en zo promoveerde het in 2012 voor het eerst naar de eerste klasse.
In 2012 waren er gesprekken met mannenclub KAA Gent, waardoor de club sinds het seizoen 2012/13 speelt als KAA Gent Ladies, maar ze bleef nog als zelfstandige club in Melle spelen. Als KAA Gent Ladies trad de club aan in Eerste Klasse, die vanaf dat seizoen het tweede Belgische niveau vormde, na de nieuw opgerichte BeNe League Red. Gent eindigde het seizoen als derde, maar door de vrijwillige degradatie van SV Zulte Waregem en de weigering van zowel kampioen DVC Eva's Tienen als nummer twee KSK Heist om deel te nemen aan de BeNe League, kon KAA Gent vanaf 2013 voor het eerst aantreden in de Belgisch-Nederlandse Women's BeNe League.
Die eerste deelname aan de BeNe League was geen succes en resulteerde in een record van 21 nederlagen op 26 wedstrijden, maar daarna wist KAA Gent beetje bij beetje te groeien. Tijdens het laatste seizoen van de BeNe League werd KAA Gent negende en liet het Club Brugge en Oud-Heverlee Leuven achter zich. In het eerste seizoen van de Super League werd de club al vierde en plaatste zich zo voor Play-off 1.
Ook de andere ploegen van KAA Gent wisten zich stilaan op te werken in de voetbalhiërarchie: in 2015 steeg de B-ploeg naar eerste klasse, in 2016 wist de C-ploeg de promotie naar tweede klasse te behalen. Samen met Standard Luik was KAA Gent zo de eerste club met een A-, B- én C-ploeg in de hoogste drie niveaus van het Belgische vrouwenvoetbal. In het seizoen 2016-17 behaalden de drie ploegen hun beste resultaat tot dusver: de A-ploeg werd derde in de Super League, de B-ploeg werd kampioen in de Eerste klasse en de C-ploeg zevende in Tweede klasse. Bovendien won de A-ploeg de Beker van België 2016-17.

## Erelijst

### A-ploeg
- Beker van België

winnaar (2x): 2017 & 2019
- Tweede klasse

winnaar (1x): 2011/12
tweede (1x): 2008/09
- Derde klasse

winnaar (1x): 2006/07

### B-ploeg
- Eerste klasse[3]

winnaar (1x): 2016/17
- Tweede klasse

winnaar (1x): 2014/15
- Derde klasse

winnaar (1x): 2013/14

## Seizoenen A-ploeg
| Seizoen         | Niveau       | Niveau       | Niveau       | Competitie           | Ptn.         | Opmerkingen                                                 | Beker van België                          |
| Seizoen         | I            | II           | III          | Competitie           | Ptn.         | Opmerkingen                                                 | Beker van België                          |
| Cercle Melle    | Cercle Melle | Cercle Melle | Cercle Melle | Cercle Melle         | Cercle Melle | Cercle Melle                                                | Cercle Melle                              |
| --------------- | ------------ | ------------ | ------------ | -------------------- | ------------ | ----------------------------------------------------------- | ----------------------------------------- |
| 1997/98         |              |              |              | Prov. reeks Oost-Vl. |              |                                                             |                                           |
| 1998/99         |              |              |              | Prov. reeks Oost-Vl. |              |                                                             |                                           |
| 1999/00         |              |              |              | Tweede klasse        |              |                                                             |                                           |
| 2000/01         |              |              |              | Tweede klasse        |              |                                                             |                                           |
| 2001/02         |              |              |              | Tweede klasse        |              |                                                             |                                           |
| 2002/03         |              |              |              | Tweede klasse        |              |                                                             |                                           |
| 2003/04         |              |              |              | Tweede klasse        |              |                                                             |                                           |
| 2004/05         |              |              |              | Tweede klasse        |              |                                                             |                                           |
| 2005/06         |              |              |              | Tweede klasse        |              |                                                             |                                           |
| 2006/07         |              |              | 1            | Derde klasse         |              |                                                             |                                           |
| 2007/08         |              | 3            |              | Tweede klasse        |              |                                                             |                                           |
| 2008/09         |              | 2            |              | Tweede klasse        |              |                                                             |                                           |
| 2009/10         |              | 3            |              | Tweede klasse        |              |                                                             |                                           |
| 2010/11         |              |              |              | Tweede klasse        |              |                                                             | 1/8 finale                                |
| Melle Ladies    |              |              |              |                      |              |                                                             |                                           |
| 2011/12         |              | 1            |              | Tweede klasse        |              |                                                             | 1/16 finale                               |
| KAA Gent Ladies |              |              |              |                      |              |                                                             |                                           |
| 2012/13         |              | 3            |              | Eerste klasse        | 36           | Promotie nadat Tienen (1e) en Heist (2e) niet promoveerden. | 1/16 finale                               |
| 2013/14         | 13           |              |              | BeNe League          | 9            |                                                             | Kwartfinale                               |
| 2014/15         | 9            |              |              | BeNe League          | 26           |                                                             | 1/8 finale                                |
| 2015/16         | 4            |              |              | Super League         | 17           | Vierde na reguliere competitie met 23 punten.               | 1/8 finale                                |
| 2016/17         | 3            |              |              | Super League         | 51           |                                                             | Winnaar                                   |
| 2017/18         | 2            |              |              | Super League         | 31           | Tweede na reguliere competitie met 37 punten.               | Halve finale                              |
| 2018/19         | 3            |              |              | Super League         | 24           |                                                             | Winnaar                                   |
| 2019/20         | 3            |              |              | Super League         | 29           |                                                             | Halve finale                              |
| 2020/21         | 3            |              |              | Super League         | 29           |                                                             | Bekercompetitie geschrapt wegens Covid-19 |
| 2021/22         | 4            |              |              | Super League         | 22           |                                                             | Halve finale (B-ploeg)                    |
| 2022/23         | 6            |              |              | Super League         | 16           |                                                             | 1/8e finale                               |
| 2023/24         | 5            |              |              | Super League         | 22           |                                                             | 1/2e finale                               |
| 2024/25         | 8            |              |              | Super League         | 10           |                                                             | 1/8e finale                               |
| 2025/26         |              |              |              | Super League         |              |                                                             |                                           |